# Myotis
Myotis es un género de murciélagos de la familia Vespertilionidae.
Es el género más variado de todos los mamíferos, con más de 100 especies descritas  y exceptuando al hombre y algunas especies domésticas, es el que presenta la mayor distribución ecológica y geográfica Habita todos los continentes, excepto la Antártida, y se les encuentra desde las tundras hasta las selvas y desiertos tropicales.  Una de sus especies de México, Myotis vivesi, la única dentro de los murciélagos plenamente adaptado al medio marino, en el que cada noche pesca con sus patas traseras. La fórmula dentaria es {\displaystyle {\frac {2.1.3.3}{3.1.3.3}}}.

## Especies
- Myotis abei
- Myotis adversus
- Myotis aelleni
- Myotis albescens (señalado para Venezuela)[4][5][6]
- Myotis alcathoe
- Myotis altarium
- Myotis annamiticus
- Myotis annectans
- Myotis atacamensis
- Myotis attenboroughi Moratelli et al., 2017[7] (segregado de M. nigricans)
- Myotis aurascens (Kuzyakin, 1935)[8] (segregado de M. mystacinus)
- Myotis auriculus
- Myotis australis
- Myotis austroriparius
- Myotis badius[9]
- Myotis bechsteinii
- Myotis blythii
- Myotis bocagei
- Myotis bombinus
- Myotis brandtii
- Myotis californicus
- Myotis capaccinii
- Myotis chiloensis
- Myotis chinensis
- Myotis cobanensis
- Myotis crypticus Ruedi, Ibáñez, Salicini, Juste & Puechmaille, 2019[10]
- Myotis dasycneme
- Myotis daubentonii
- Myotis dieteri (Happold, 2005)[11]
- Myotis diminutus Moratelli & Wilson, 2011[12]
- Myotis dominicensis
- Myotis elegans
- Myotis emarginatus
- Myotis escalerai Cabrera, 1904[13] (segregado de M. nattereri)
- Myotis evotis
- Myotis fimbriatus
- Myotis findleyi
- Myotis flavus Shamel, 1944[14] (segregado de M. formosus)
- Myotis formosus
- Myotis fortidens
- Myotis frater
- Myotis goudoti
- Myotis gracilis Ognev, 1927 (segregado de M. brandtii)
- Myotis grisencens
- Myotis hasseltii
- Myotis hermani
- Myotis himalaicus[15]
- Myotis horsfieldii
- Myotis hosonoi
- Myotis ikonnokovi
- Myotis insularum
- Myotis keaysi (señalado para Venezuela)[4][5][6]
- Myotis keenii
- Myotis leibii
- Myotis lesueuri
- Myotis levis
- Myotis longipes
- Myotis lucifugus
- Myotis macrodactilus, sinonimia de Myotis capaccinii, en Japón, Corea y China.
- Myotis macrotarsus
- Myotis martiniquensis
- Myotis midastactus
- Myotis milleri
- Myotis montivagus
- Myotis morrisi
- Myotis muricila
- Myotis myotis
- Myotis mystacinus
- Myotis nattereri
- Myotis nesopolus (señalado para Venezuela)[4][5][6] (reportado en Venezuela en estado conservación como: Riesgo Menor)[16]
- Myotis nigracans (señalado para Venezuela)[4][5][6]
- Myotis oreias
- Myotis oxygnatus
- Myotis oxyotus (señalado para Venezuela)[4][5][6]
- Myotis ozensis
- Myotis peninsularis
- Myotis pequinius
- Myotis petax Hollister, 1912[17] (segregado de M. daubentonii)
- Myotis phanluongi Borisenko, Kruskop & Ivanova, 2008[18]
- Myotis planiceps
- Myotis punicus
- Myotis pruinosus
- Myotis ricketii
- Myotis ridleyi
- Myotis riparius (señalado para Venezuela)[4][5][6]
- Myotis rosseti
- Myotis ruber
- Myotis schaubi
- Myotis scotti
- Myotis seabrai
- Myotis sicarius
- Myotis siligorensis
- Myotis simus (señalado para Venezuela)[6]
- Myotis sodalis
- Myotis stalkeri
- Myotis taiwanensis Ärnbäck-Christie-Linde, 1908[19] (segregado de M. adversus)
- Myotis thysanodes
- Myotis tricolor
- Myotis velifer
- Myotis vivesi
- Myotis volans
- Myotis welwitschii
- Myotis yanbarensis
- Myotis yesoensis
- Myotis yumanensis
- Myotis zenatius Ibáñez, Juste, Salicini, Puechmaille & Ruedi, 2019[10]